# Landkreis Königshofen im Grabfeld
Der Landkreis Königshofen im Grabfeld, amtlich Landkreis Königshofen i.Grabfeld, gehörte zum bayerischen Regierungsbezirk Unterfranken. Vor dem Beginn der Gebietsreform am Anfang der 1970er Jahre umfasste der Landkreis 33 Gemeinden.

## Geographie

### Wichtige Orte
Die einwohnerstärksten Gemeinden waren Königshofen im Grabfeld, Saal an der Saale und Wülfershausen.

### Nachbarkreise
Der Landkreis grenzte 1972 im Uhrzeigersinn im Nordosten beginnend an die Kreise Meiningen und Hildburghausen im Bezirk Suhl der Deutschen Demokratischen Republik sowie an die Landkreise Hofheim in Unterfranken, Bad Kissingen, Bad Neustadt an der Saale und Mellrichstadt (alle in Bayern).

## Geschichte

### Bezirksamt
Das Bezirksamt Königshofen wurde im Jahr 1862 durch den Zusammenschluss der Landgerichte älterer Ordnung Hofheim und Königshofen gebildet.
Am 3. Oktober 1866 wurden die Gemeinden Bramberg und Hofstetten vom Bezirksamt Königshofen abgetrennt und dem Bezirksamt Ebern zugeschlagen.
Im Jahr 1900 wurden Gemeinden vom Bezirksamt Königshofen abgetrennt und aus ihnen das neue Bezirksamt Hofheim gebildet.

### Landkreis
Am 1. Januar 1939 wurde im Deutschen Reich die einheitliche Bezeichnung Landkreis eingeführt. So wurde aus dem Bezirksamt der Landkreis Königshofen im Grabfeld.
Am 1. Juli 1972 wurde der Landkreis Königshofen im Grabfeld im Zuge der Gebietsreform in Bayern mit dem ebenfalls aufgelösten Landkreis Mellrichstadt dem Landkreis Bad Neustadt an der Saale angegliedert. Am 1. Mai 1973 erhielt der neue Landkreis seine heutige Bezeichnung Landkreis Rhön-Grabfeld.

## Einwohnerentwicklung
| Jahr | Einwohner | Quelle |
| ---- | --------- | ------ |
| 1864 | 29.756    | [ 7 ]  |
| 1885 | 29.831    | [ 8 ]  |
| 1900 | 14.746    | [ 9 ]  |
| 1910 | 14.798    | [ 9 ]  |
| 1925 | 15.222    | [ 10 ] |
| 1939 | 14.771    | [ 11 ] |
| 1950 | 20.544    | [ 12 ] |
| 1960 | 17.500    | [ 13 ] |
| 1971 | 17.800    | [ 14 ] |

## Gemeinden
Dem Landkreis gehörten 33 Gemeinden an:
| - Alsleben - Althausen - Aub - Aubstadt - Breitensee - Eyershausen - Gabolshausen - Gollmuthhausen - Großbardorf - Großeibstadt - Herbstadt | - Höchheim - Ipthausen - Irmelshausen - Kleinbardorf - Kleineibstadt - Königshofen im Grabfeld, Stadt - Leinach - Merkershausen - Obereßfeld - Ottelmannshausen - Rothausen | - Saal an der Saale - Schwanhausen - Serrfeld - Sternberg im Grabfeld - Sulzdorf an der Lederhecke - Sulzfeld - Trappstadt - Untereßfeld, Markt - Waltershausen - Wülfershausen an der Saale - Zimmerau |

## Bezirksamtmänner und Landräte
- 1879–1884 Johann Nepomuk Streibl
- 1909–1913 Rudolf Freiherr von Ruffin

## Kfz-Kennzeichen
Am 1. Juli 1956 wurde dem Landkreis bei der Einführung der bis heute gültigen Kfz-Kennzeichen das Unterscheidungszeichen KÖN zugewiesen. Es wurde bis zum 28. April 1973 ausgegeben. Seit dem 10. Juli 2013 ist es aufgrund der Kennzeichenliberalisierung wieder im Landkreis Rhön-Grabfeld erhältlich.